# Riksu järv
Riksu järv är en sjö i Estland.   Den ligger i landskapet Saaremaa (Ösel), i den västra delen av landet, 210 km sydväst om huvudstaden Tallinn. Riksu järv ligger 7 meter över havet. Den ligger på ön Ösel.